# Zwój rzęskowy
Zwój rzęskowy – w anatomii człowieka zwój nerwowy znajdujący się za gałką oczną przy II nerwie czaszkowym. Ma kształt czworobocznej płytki barwy szaroróżowej o długości około 2 mm. Leży w głębi oczodołu, w przybliżeniu na granicy jego tylnej i środkowej jednej trzeciej części, na powierzchni bocznej nerwu wzrokowego, przyśrodkowo od mięśnia prostego bocznego. Przez ten zwój przebiegają włókna współczulne, przywspółczulne oraz czuciowe. Po wyjściu z tego zwoju włókna przywspółczulne ulegają przełączeniu na włókna motoryczne dla mięśni oka.

## Korzenie
Zwój ma trzy gałęzie doprowadzające:
- Korzeń czuciowy – zwany też długim, gałąź nerwu nosowo-rzęskowego.
- Korzeń przywspółczulny – zwany też krótkim lub okoruchowym, gałąź nerwu okoruchowego.
- Korzeń współczulny – prowadzi włókna pozazwojowe ze zwoju szyjnego górnego pnia współczulnego biegnące drogą splotu szyjno-tętniczego wewnętrznego oraz splotu jamistego[1].

## Część współczulna
Włókna prowadzone gałęzią współczulną do zwoju rzęskowego (łac. ramus sympathicus ad ganglion ciliare) ze splotu szyjno-tętniczego wewnętrznego, zaopatrują motorycznie:
- mięsień rozwieracz źrenicy,
- mięsień oczodołowy,
- mięsień tarczkowy.

## Część przywspółczulna
Włókna pochodzące znerwu okoruchowego zaopatrują motorycznie:
- mięsień zwieracz źrenicy,
- mięsień rzęskowy.